# Odontoscion
Odontoscion is een geslacht van straalvinnige vissen uit de familie van ombervissen (Sciaenidae).

## Soorten
- Odontoscion dentex (Cuvier, 1830)
- Odontoscion eurymesops (Heller & Snodgrass, 1903)
- Odontoscion xanthops Gilbert, 1898